# Mihai Olteanu (fotbalist)
Mihai Olteanu (n. 14 aprilie 1980, Pitești, România) este un jucător de fotbal român care joacă pentru CS Mioveni, fiind transferat de la CSS Aripi în 2003. În sezonul 2007-2008 a jucat în Liga I pentru acest club, numit atunci Dacia Mioveni, marcând un gol.